# Luis Chávez
Luis Gerardo Chávez Magallón (* 15. Januar 1996 in Cihuatlán, Jalisco) ist ein mexikanischer Fußballspieler, der vorwiegend im defensiven Mittelfeld agiert.

## Leben
Zur Saison 2013/14 erhielt Chávez bei seinem Ausbildungsverein Club Tijuana seinen ersten Profivertrag, kam in seiner ersten Saison aber noch zu keinem einzigen Einsatz in der höchsten mexikanischen Spielklasse.
In seiner zweiten Saison 2014/15 wurde Chávez insgesamt viermal in den letzten Minuten eines Ligaspiels eingewechselt und konnte erste Erfahrungen in der höchsten Spielklasse sammeln. Sein Debüt bestritt er am 18. Juli 2014 bei der 0:1-Heimniederlage gegen den Puebla FC.
In seiner dritten Saison 2015/16 kam Chávez bereits zu 10 Einsätzen mit insgesamt sechseinhalb Stunden Spielpraxis und am Ende der darauffolgenden Saison 2016/17 erzielte er im letzten Punktspiel am 6. Mai 2017 beim 1:0-Sieg gegen die Tiburones Rojos Veracruz seinen ersten Treffer in der höchsten Spielklasse.
Nachdem er in den beiden folgenden Spielzeiten zum Stammspieler des Club Tijuana avanciert war, wurde Chávez zur Saison 2019/20 vom CF Pachuca verpflichtet. Mit den Tuzos gewann er in der Apertura 2022 die mexikanische Fußballmeisterschaft. Seit August 2023 steht er bei Dynamo Moskau unter Vertrag.

## Nationalmannschaft
Seinen ersten Länderspieleinsatz bestritt Chávez am 27. April 2022 in einem Freundschaftsspiel gegen Guatemala, das torlos endete.

## Erfolge
CF Pachuca
- Mexikanischer Meister: Apertura 2022

Nationalmannschaft
- CONCACAF Gold Cup: 2023